# تشبيه
التشبيه هو عقد مقارنة بين طرفين أو شيئين يشتركان في صفة واحدة ويزيد أحدهما على الآخر في هذه الصفة، باستخدام أداة للتشبيه.
مثال: الرجل كالأسد في قوته.
تحليل الجملة:
- الرجل : مشبه.
- قوته : وجه الشبه.
- ك: أداة التشبيه.
- الأسد: هو المشبه به.

## أركان التشبيه
1. المشبه.
2. المشبه به.
3. أداة التشبيه.
4. وجه الشبه.

يمكن لأداة التشبيه أن تكون حرفاً أو اسماً أو فعلاً أو مايشبه ذلك مثل: الكاف – مثل – شبيه – يشبه – يماثل - يضاهي...إلخ

## أنواع التشبيه
بالنظر إلى الأركان التي يتألف منها التشبيه يمكن أن يكون لدينا أنواع للتشبيه:
1. التشبيه التام :فهو التشبيه الذي استوفى أركان التشبيه الأربعة، مثل :الرجل كالأسد في شجاعته.
2. التشبيه المؤكد :هو ما حذف منه أداة التشبيه، مثل: الرجل أسد في الشجاعة.
3. التشبيه المجمل:هو ما حذف منه وجه الشبه، مثل:الرجل كالأسد.
4. التشبيه البليغ:هو التشبيه الذي حذف منه وجه الشبه وأداة التشبيه.مثل:الرجل أسدٌ.
5. التشبيه المرسل: هو التشبيه الذي تذكر فيه أداة الشبه. مثل : الرجل قوي كالأسد.
6. التشبيه المفصل: هو التشبيه الذي ذكر فيه وجه الشبه. مثل: الرجل قوي كالأسد في شجاعته.

التشبيه البليغ :
قلنا هو التشبيه الذي يقتصر على المشبه والمشبه به، ويرد بأشكال مختلفة:
- بشكل جملة اسمية أو فعلية ينعقد فيها التشبيه بين شيئين: العلم نور
- بالشكل الإضافي: المشبه به مضاف والمشبه مضاف إليه : اهتدوا بنور العلم
- بشكل مفعول مطلق مبين للنوع : وثب الطفل وثبة الغزال.

## أنواع أخرى للتشبيه
وهنا يأتي طرفا التشبيه صورتين مركبتين، يربط بينهما القائل.

### تشبيه تمثيلي
إذا ارتبطت صورتان بأداة تشبيه، سمي التشبيه بالتشبيه التمثيلي. مثال عليه:
قول الله تعالى: ﴿مَثَلُ الَّذِينَ يُنْفِقُونَ أَمْوَالَهُمْ فِي سَبِيلِ اللَّهِ كَمَثَلِ حَبَّةٍ أَنْبَتَتْ سَبْعَ سَنَابِلَ فِي كُلِّ سُنْبُلَةٍ مِائَةُ حَبَّةٍ وَاللَّهُ يُضَاعِفُ لِمَنْ يَشَاءُ وَاللَّهُ وَاسِعٌ عَلِيمٌ ۝٢٦١﴾ [البقرة:261].
شبه الله سبحانه وتعالى هيئة الذين ينفقون أموالهم في سبيل الله ابتغاء مرضاته ويعطفون
على الفقراء والمساكين بهيئة الحبة التي أنبتت سبع سنابل في كل سنبلة مائة حبة، والله سبحانه وتعالى يضاعف لمن يشاء.

### التشبيه الضمني
إذا تم الربط بين الصورتين بدون استخدام أداة تشبيه سمي التشبيه بالتشبيه الضمني (وهو يلمح من خلال الكلام وليس موضوعا على صورة التشبيه العادي). ويكون الطرف الثاني دليلا على الطرف الأول وللتأكيد على صحة الأول مثال:
 من يهن يسهل الهوان عليه ما لجرحٍ بميتٍ إيلامُ

### التشبيه المقلوب
هو جعل المشبّه مشبهاً به بادعاء ٲن وجه الشبه فيه ٲقوى وٲظهر
مثال:
 وبدا الصّباحُ كٲنَّ غُرَّتَهُّ وجه الخليفة حين يُمتدحُ

## الروابط الخارجية
- في في القياس الخلفي والعكسي هو مخطوط عربي من 1805 من قبل سيف الدين العميدي الذي يناقش التشبيهات